# 克劳迪奥·科尔代贝拉
克劳迪奥·科尔代贝拉（義大利語：Claudio Coldebella，1968年6月25日—），意大利男子篮球运动员。他曾代表意大利参加1993年、1995年和1997年国际篮联欧洲锦标赛，其中1997年获得亚军。